# Бондарі (Кременчуцький район)
Бондарі́ — село в Україні, у Новогалещинській селищній громаді Кременчуцького району Полтавської області.
Населення становить 403 особи. Колишній центр Бондарівської сільської ради.
Село підпадає у зону розробки Біланівського гірничо-збагачувального комбінату. Планується його ліквідація та відселення жителів.

## Географія
Село Бондарі знаходиться на лівому березі річки Рудька, вище за течією на відстані 1,5 км розташоване смт Нова Галещина, на протилежному березі — село Остапці. Поруч проходить залізниця, станція Білани.

## Походження назви
Бондарі — від бондар — майстер, ремісник, що виробляє діжки, бодні, дерев'яні відра і т. ін.

## Історія
Хутір Бондарі є на мапі 1869 року
Бондарі засновано у другій половині XIX століття козаками. У 1911 році на хуторі Бондарі Кохнівської волості Кременчуцького повіту проживало 520 жителів і діяла церковнопарафіяльна школа.
У 1959 році встановлено пам'ятник воїнам-односельцям, що полягли на фронтах Другої світової війни, у 1973 році — пам'ятник С. М. Кірову, На околицях с. Бондарі збереглося 6 курганів.
Заруддя та Василенки за архівними джерелами перша назва села Заруддя була Крива Руда, що походить від назви річки Крива Руда. З кінця 18 ст. село стали називати Старою Галещиною за прізвищем поміщика, який володів цими землями. Із кінця 20 ст. село має назву Заруддя від назви місцевості, де воно лежить.
Село Бондарі названо на честь заможного чоловіка Бондар Карпа Івановича, який мав у користуванні 250 десятин землі.
Географічне положення села Заруддя: розташоване на рівнинній території в лісостеповій зоні за 100 км від обласного центру (м. Полтава) та за 35 км від районного центру (м. Кременчук), 15 км від лівого берега р. Псел, 4 км від найближчої залізничної станції Нова Галещина. На північній околиці села — заболочена місцевість. Лісів немає, є лісосмуги насаджені у 50-х рр. 20-го ст. Ґрунт: чорноземи, місцями переходять у солонці. На сході від села знайдено поклади залізної руди, а також запаси прісної води. З півночі на південь протікає притока р. Рудька, яка у 80-х рр. зазнала негативного впливу меліораторів, унаслідок чого річка обміліла і зникла характерна флора і фауна місцевості. Зникло озеро Мочайлів. На півдні протікає річка Рудька (Крива Руда).
У найдавніші часи біля села Заруддя були два городища (поселення — у вигляді кола з виходом на схід). До кінця не вияснені відомості про ці городища. Однак зрозуміло, що цю місцевість раніше населяли скіфи, і їх походження можна віднести до 7—4 ст. до нашої ери. Одне городище називається Кострина могила, а друге — Бурмосова могила (знищена під час будівництва дороги в другій половині 80-х рр.).
Хутір Крива Руда виник як козацьке поселення приблизно в середині 17 ст.
З 1654 р. Крива руда входила до Кобеляцької сотні Полтавського полку, з 1764 р. — до Кобеляцької роти Дніпровського пікінерського полку, з 1796 р. — до Кременчуцького повіту Малоросійської губернії, і, нарешті, з 1830 р. — до Кременчуцького повіту Полтавської губернії.
Населений пункт Крива Руда виник у другій половині 18 ст., коли широко проводилося заселення старшинсько-поміщицьких земель залежними людьми. До 1831 р. село було заселене кріпаками, яких переселив у цю місцевість поміщик П. В. Галецький. Павло Васильович Галецький мав економії в селах Омельник і Писарщині. З цих економій він і переслав у Криву Руду людей.
Від прізвища цього поміщика і став носити назву Галещина населений пункт (це друга назва села). Першими жителями села були такі кріпаки: Шаповали, Мочайли, Волювачі та інші.
До економії пана Галецького, яка знаходилася в селі Заруддя, прилягало 820 десятин землі, на якій і працювали кріпаки. За часів кріпаччини жителі с. Заруддя займалися в основному землеробством (рослинництвом). Промислових і торговельних занять у селі не було.
Лише був один шинок, який належав пану Галецькому. Пізніше в селі, крім кріпаків, з'явилися міщани (коли пан Галецький привіз із м. Кременчука на посаду управляючого міщанина Маклакова).
Село Галещина від початку свого заснування й до повалення царату в Російській імперії входило до Солоницької волості Кременчуцького повіту.
19 січня 1918 року в селі розпочалась радянська окупація. Через кілька місяців було звільнене від більшовиків.
Остаточну окуповане більшовиками село було наприкінці 1919 року.
Декрет про землю було проведено в 1921 році.
1923 рік — село Заруддя стає центром сільської ради Потокського району Кременчуцького округу.
У 1932—1933 рр. під час голодомору померло 250 чоловік (зі слів очевидців).
Зарудянську сільську раду депутатів трудящих було організовано в 1930 році, із місцем розташування її в селі Заруддя на відстані 37 км від міста Кременчук.
У 1941 році в зв'язку з тимчасовою окупацією території (13 вересня 1943 року) Зарудянська сільська рада тимчасово припинила свою діяльність до листопада 1943 року. 27 вересня 1943 року — села сільської ради визволені військами Радянської армії.
У післявоєнні роки село було повністю електрифіковано, також відбудовано клуб і магазин, створено бібліотеку.
У 1943 році на території Зарудянської сільської ради були такі населені пункти: Заруддя, Липки, Ревівка, Різники, х. Кірова, Білани, Бондарі, Бабки, Рої, Довбні, Підтикани, Остапці, Ковалі, Матюхи, Крива Руда, Плескачі, Мелешки, Радьки з населенням 1820 чоловік.
У 1943 році на території сільської ради знаходились: геологорозвідувальна партія, лісорозсадник, медпункт, сільпо, семирічна школа, 4 колгоспи.
Згідно з рішенням Полтавського облвиконкому № 609 від 15 серпня 1959 року до Зарудянської сільської ради приєднано Запсільську сільську раду з населеними пунктами: Запсілля, Крамаренки, Натягайлівка.
У 1964 році згідно з рішенням Полтавського облвиконкому № 190 від 16 червня 1964 року населені пункти Липки, Підтикани та Заруддя було об'єднано в с. Заруддя, а згідно з рішенням Полтавського облвиконкому № 331 від 16.10.1964 року населені пункти Липки та Ревівка об'єднані в один населений пункт Ревівка, Підтикани та Остапці — в Остапці, села Натягайлівка — в Степівка.
Станом на 01.01.70 Зарудянська сільська рада об'єднувала такі населені пункти: Заруддя, Білани, Василенки, Остапці, Різники, Бондарі, Ревівка, Запсілля, Крамаренки, Степівка з населенням 2422 чоловіки.
У 1972 році Зарудянську сільську раду перейменовано в Бондарівську сільську раду.
У 1990 році Бондарівську сільську раду було роз'єднано на Бондарівську сільську раду, до складу якої увійшли такі населені пункти: Бондарі, Остапці, Заруддя, Ревівка, Василенки та Запсільську сільську раду з селами: Запсілля, Крамаренки, Степівка.
Партійна організація на селі було засновано в 1927 році. Її активними організаторами були Гордій Лукич Світличний та Іван Хомич Мелешко. Партійна і комсомольська організації очолювали бідніше селянство в боротьбі за колективізацію сільського господарства, на боротьбу з куркульством, яке чинило опір організації на селі колективних господарств.
З ініціативи партійної організації стали створюватись товариства спільного обробітку землі, їх у селі було 11. Так, ТСОЗ «Перебудова» була заснована в 1929 році на усуспільнених землях місцевих селян. Ініціаторами створення ТСОЗу були Архип Федорович Остапець, Петро Васильович Коваль та інші. Пізніше в 1930—1931 рр. ТСОЗи були об'єднані в колгоспи. Одним із таких перших колгоспів у Зарудді був колгосп «Червоний орач», першим головою якого був двадцятипятитисячник тов. Легков. Цей колгосп через рік було перейменовано на колгосп «Жовтень», який існував до 1936 року, а потім відбулось розукомплектування і на території села стало 4 колгоспи: Кірова, Чапаєва, Кагановича та Сталіна. Ці колгоспи проіснували до 1950 року, а потім об'єдналися в один колгосп ім. Кірова. З року в рік зростали добробут і культура трудящих села. В 1964 році в колгоспі ім. Кірова мав 17 тракторів, 16 автомашин, 10 комбайнів, а також різні сільськогосподарські машини.
У селі було 5 фельдшерсько-акушерських пункти, 7 магазинів, середня і восьмирічна школи, де учні навчалися в одну зміну. При середній школі першими в республіці, для тіснішого поєднання теорії з практикою, створили виробничу бригаду «Дружба». Їх ініціативу наслідували й інші школи.
Протягом 1943—1963 рр. проведено велике будівництво громадських приміщень, було збудовано 6 магазинів, 1 медпункт, 5 клубів, 3 бригадних будинки, 6 цегляних свинарників, 2 свинарники з шлакоблоку, 7 корівників із шлакоблоку, 2 цегляних корівника, 3 пташники, 7 кукурудзосушок, 3 гаражі, 4 телятники, 1 молокоприймальний пункт, 2 склади для мінеральних добрив та інше.
До жовтневого перевороту 1917 року в селі не було клубів, бібліотек, універсальних магазинів. На всі населені пункти було дві земські школи з чотирма класокомплектами і дві церковнопарафіяльні школи на три класокомплекти. В цих школах налічувалось лише 9 вчителів. Згодом у селі з'явились: сільський клуб, бібліотеки, медпункти, магазини, середня школа.
До кінця 90-х років орні землі, які знаходяться на території сільської ради, оброблялись силами місцевого колгоспу ім. Кірова. За період роботи в даному колгоспі було нагороджено нагородами таких колгоспників (вказано лише тих, хто проживають на даний час на території сільської ради): Матюха Анатолій Григорович — водій (орден Дружби народів; орден Трудової Слави 3 ст.), Куксенко Михайло Микитович — тракторист (орден Трудової Слави), Галкін Віра Григорівна — доярка (орден Трудової Слави), Маклаков Михайло Павлович — тракторист (орден трудової Слави), Гончар Олексій Данилович — передовий комбайнер, механізатор (орден «Знак Пошани»), Троцький Григорій Федорович — механізатор (медаль «За трудовое отличие»), Козло Ганна Семенівна — бригадир городньої бригади (медаль «За трудовое отличие»), Довбня Ніна Сергіївна — свинарка (медаль «За трудовое отличие»), Заїченко Леонід Іванович — комбайнер (медаль «За трудовое отличие»), Галаган Володимир Григорович — помічник комбайнера (медаль «За трудовое отличие») та інші.

## Сьогодення
На території сільської ради знаходяться: Зарудянська середня загальноосвітня школа І—ІІІ ступенів (навчається 113 учнів); Бондарівський сільський будинок культури, клуб с. Заруддя; фельдшерський пункт с. Заруддя, Бондарівська амбулаторія загальної практики сімейної медицини; відділення зв'язку; один магазин Потоківського СТ та один приватний магазин.
Легалізовано осередки політичних партій: Соціалістична (Остапець Т. П.), Народна (Педай С. В.), Республіканська (Карєв В. П.), Батьківщина (Бобров О. І.), Народний союз «Наша Україна» (Петренко Ю. В.).
Відомі представники територіальної громади: Козло Ганна Семенівна, Кобеляцька Віра Давидівна, Полив'яна Любов Іванівна.
19 вересня 2016 року село увійшло до складу Новогалещинської ОТГ Козельщинського району.
12 червня 2020 року, відповідно до розпорядження Кабінету Міністрів України № 721-р «Про визначення адміністративних центрів та затвердження територій територіальних громад Полтавської області», село увійшло до складу  Новогалещинської селищної громади.
19 липня 2020 року, в результаті адміністративно - територіальної реформи та ліквідації  Кременчуцького району(1939-2020), село увійшло до складу новоутвореного Кременчуцького району.

## Односельці
- Павлій Григорій Гаврилович, 1889 р., с. Велика Рудка Диканського р-ну Полтавської обл., українець, із селян, освіта початкова. Проживав у с. Бондарі Кременчуцького р-ну Полтавської обл. Робітник машинобудівного заводу. Заарештований 9 квітня 1931 р. Засуджений Особливою нарадою при Колегії ДПУ УСРР 30 серпня 1931 р. за ст. 54-10 КК УСРР до 3 років заслання у Північний край. Реабілітований Полтавською обласною прокуратурою 29 квітня 1990 р.[6]